# Shinji
Shinji（しんじ、2月8日 - ）は、日本のミュージシャン、ギタリスト、作曲家。ロックバンド・シド、ロックユニット・fuzzy knotのメンバーである。2008年4月30日までは作曲名を「しんぢ」表記。血液型O型。埼玉県川口市出身。

## 略歴
2004年1月14日、シドに正式加入（それまではサポートメンバーであった）。
2020年11月25日、1年間限定でオンラインギターサロンを開設することを発表。
2021年4月21日、田澤孝介(Rayflower,Waive etc.)をボーカリストに迎えたユニット『fuzzy knot』の結成を発表。同年4月26日、配信シングル『こころさがし』をリリースし、デビュー。同年6月30日、1st Album 『fuzzy knot』リリース。同年11月14日、fuzzy knotとしてZepp Tokyoにて1st LIVEを開催。シドと並行してfuzzy knotとしても活動中。
2022年2月18日より、プライベートな部分にも触れられる新オンラインサロンを開設。当初1年間限定の予定であったが、継続が決定し、2024年現在も継続中。
2024年2月8日、キャリア初のバースデー公演『fuzzy knot LIVE 2024 ～Shinji Birthday～』開催。

## エピソード
シドでは、メジャーデビューシングル『モノクロのキス』などの作曲を担当。
自身のブログで行った「記事の内容に関わらず太田胃散の画像を貼る」というネタが宣伝活動となり、株式会社太田胃散から感謝状を受け取った事がある。以降もライブ時に「太田胃散体操」と呼ばれるコール&レスポンスを行っていたが、2010年初頭に封印している。（『YEAR END CLIMAX 2010 〜全てのシドへ〜』公演で一度復活している。）
近所のラーメン屋のネギラーメンが美味しかったことからネギ好きに目覚める。SID TOUR 2014 OUTSIDERの公式グッズとして、自身がプロデュースする公式マスコット『ネギッピー』を誕生させた。
ラーメンが好き(ラオタ)。ファンクラブの会報の企画でラーメン屋を取材することになり、本格的に研究し始めたことがきっかけでのめりこむ。ラーメンが好きすぎてテレビ番組『有吉反省会』に出演したことがある。
fuzzy knot結成インタビューで、田澤の所属するWaiveのファンであったことを公表。一方田澤も「シドで好きだと思った曲はShinji作曲だった」と語っている。
ギタリストであるが、fuzzy knotの音源においてはベースも演奏している。
絵を描くことが得意。前述の『ネギッピー』のほか、fuzzy knotの公式キャラクター『くるくるのっとさん』もShinjiによって考案された。

## 使用機材
- 2014年頃までfernandesとエンドーズ契約していた。

### ギター
- Fender American Elite Stratcastet HSS Shawbucker Autumn Blaze Metal
  - ツアーNOMADより使用。NOMADツアーではメインで使用。指板はメイプル。ボディーカラーはオータムブレイズ・メタリック。
- Fender American  Professional Stratcaster 
  - ツアーNOMADより使用。ツアーでは「嘘」などの楽曲で使用。ボディーカラーはAntique Olive
- Fender Custom Shop STRATOCASTER
  - ボディーが白色。指板がローズウッドの仕様。ノイズレスPUに2点支持式のシンクロナイズド・トレモロ。
- Fender Custom Shop STRATOCASTER（３TS）
  - 上記のギターのサンバーストモデル。主に半音下げ用として使われる。
- Fender Custom Shop TELECASTER
  - 白色のストラトのサブ機。螺旋のユメのPVに登場。
- Gibson Custom Historic Collection 1959 Les Paul Standard
  - 主に歪み系な曲で使用。
- Gibson Custom ES-335
  - 「暖炉」等で温か味のあるクリーン〜クランチを響かせる為にShinjiが手に取る1本。主にセンターの音を多用。
- SCHECTER EX-22 FRT Shinji Custom
  - シド以前から愛用されていたギター。「laser」等でドロップDチューニング使用でプレイされる。
- ESP　E-Ⅱ VINTAGE PLUS　
  - 上記、SCHECTERのサブ機。
- ERNIE BALL MUSIC MAN John Petrucci JPXI-7
  - 7弦ギター。「ENAMEL」「S」等で使用。
- Fernandes　Shinji　Custom　
  - 7弦ギター。ERNIE BALLのサブ機。サステイナー搭載モデル。
- Gibson Custom Historic Collection 1950 Southern Jumbo
  - メインのアコースティックギター。他には、コリングス製アコギ、アルベルト・カント製ガットギターなど。
- Fernande　エンドーズ時代
- FERNANDES DECADE SID Custom 3ts　
  - アルダーボディーに指板がローズウッドのモデル。PUがKinnman Woodstock。５WayPUセレクター。ブリッジがGOTOH製。
- FERNANDES DECADE SID Custom　WH/M
  - 白色のアッシュボディー。PUがKinnman Woodstock。3WayPUセレクター。ブリッジがGOTOH製。「ジャンルを選ばないオールラウンドな音特性を持つシグネチュアモデル」をテーマに開発された。ネックジョイントに特殊なスペーサーを使用し、高音域や振動の倍音をコントロールしている。
- FERNANDES DECADE SID Custom　BL
  - 黒色のアルダーボディー。PUはリンディーフローレン製ウッドストック６９。
- FERNANDES DECADE-CUSTOM LESHY
  - PUが (Neck) Lindy Fralin Woodstock ’69  (Center) Lindy Fralin Woodstock ’69  (Bridge) Lindy Fralin Pure PAF
  - 「どんな場面でも使えるオールマイティなサウンドと、即戦力の演奏性」をテーマに作成された。
- FERNANDES　FR　Shinji　Custom
  - ロック式トレモロを搭載された１本。ボディーがマホガニーバック、メイプルトップ。
  - （Neck)Seymour Duncan 59
  - （Center)SSL-1
  - （Bridge)JB
  - パワフルさと温かみを備えながら抜けの良い音特性を持つ。
  - インディーズ時代のギター
  - FERNANDES　しんぢ model proto-type
  - ナチュラル色のストラトキャスター。
- FERNANDES　RTE　Custom
  - ナチュラル色のテレキャスター。「蜜指」「smile」のPVで登場。主にカッティングメインの曲で使用していた。
- FERNANDES　しんぢ　custom
  - 水色のボディーのストラトキャスター。激しい曲で使用していた。元は、ST135GDで、しんぢ用にモデファイされた。
- FERNANDES　TE-1Z　Custom
  - 2トーンサンバーストのテレキャスター。ハイが強いこともあって、半音下げの曲で使用。「ドレスコード」などLIVEで使用していた。
- Fender Jaguar
  - 「刺と猫」のオブリとソロで使用したギター。見た目に惚れて購入した。
- Xotic　XSC-2[7]
- Fender　Made in Japan Heritage 60s Jazzmaster[7]
- Suhr　HSH（JST Standard Blue Nova）[8]

### アンプ
- Bogner　Ecstasy（ハムバッカー・ギター用）
- ÷13（シングル・コイル・ギター用）
- Two-Rock　Classic Reverb Signature & 2×12 Speaker Cabinet[7]

### 弦
- elixir　10-46　elixirとはエンドース契約を結んでいる。

## 楽曲提供
- あんさんぶるスターズ！！アルバムシリーズ 『TRIP』 UNDEAD　M01. 罪の底［作曲］[9]
- Argonavis「Pray」［作曲］[10]
- Fantôme Iris「ザクロ」「histoire」［作曲］[11][12]